# Highlander II: The Quickening
Highlander II: The Quickening es una película francesa-británica-argentina de ciencia ficción y acción de 1991 dirigida por Russell Mulcahy y protagonizada por Christopher Lambert, Virginia Madsen, Michael Ironside y Sean Connery. Es la primera secuela de la exitosa película de culto Highlander. Fue estrenada el 1 de noviembre de 1991.
A diferencia de la primera entrega, la película es una aventura futurista con tintes ecologistas, tema muy en boga a principios de la década de 1990, tras el descubrimiento del agujero de la capa de ozono.

## Argumento
En esta película se explica que el origen de los inmortales es extraterrestre. Ramírez, Connor y los demás inmortales eran rebeldes del planeta Zeist, un mundo donde existe una sociedad que ha combinado la magia y la ciencia y se encuentra gobernada por el tirano general Katana, contra quien ellos se enfrentaron pero, como castigo tras ser apresados, fueron enviados por los sacerdotes de Zeist a reencarnar en la Tierra como inmortales, condenados a matarse entre ellos para participar en el Desafío, olvidando su verdadero origen. El ganador podía elegir envejecer en la Tierra o volver a su mundo.
Connor MacLeod, el inmortal ganador del Desafío en la primera película, eligió quedarse en la Tierra como un mortal y se convirtió en un científico gracias al conocimiento obtenido del poder y sabiduría de los inmortales. Tras ver morir a su esposa Brenda por las quemaduras de los rayos ultravioleta del sol, que ya no pueden ser filtrados por la ausencia de la capa de ozono, consagra su vida a proteger a la Tierra y a sus habitantes de este peligro y, por ello, construye El Escudo, un campo de fuerza alrededor del planeta que bloquea los rayos del sol, aunque condena a la Tierra a vivir en una noche permanente y bajo el control de la empresa que genera el escudo.
En el año 2024 el escocés Connor MacLeod ha envejecido hasta ser un anciano y cuando parece estar en sus últimos días, comienza a recordar su origen extraterrestre. En el planeta Zeist, el general Katana, molesto por la existencia de Connor, transporta a dos de sus guerreros a la Tierra como inmortales para intentar matarlo, pero fallan y es MacLeod quien los decapita. Al absorber el poder (quickening) de uno de ellos rejuvenece y recupera su inmortalidad. El quickening del segundo lo utiliza para invocar desde la muerte al difunto inmortal Ramírez, su mejor amigo y mentor, quien resucita en Escocia, desde donde viaja a reunirse con él.
Ante esta situación, que Katana considera una gran amenaza, decide ir personalmente a la Tierra a ocuparse de sus antiguos enemigos. Sin embargo, el general no es la única amenaza que los dos inmortales deben afrontar, Connor conoce a Louise, una joven perteneciente a un grupo radical llamado Cobalto, que pelea y se enfrenta a la Corporación Escudo con el propósito de desenmascararlos como estafadores, ya que mantienen el escudo sabiendo que la capa de ozono se ha regenerado, con el propósito de continuar recibiendo mucho dinero para su manutención, lo que la ha convertido en blanco de sus asesinos, por lo que busca la ayuda de MacLeod ya que es quien más conoce sobre el escudo fuera de la Corporación para que le ayude a combatirla.
La batalla final ocurre en el centro del escudo protector de la tierra, donde Connor consigue vencer a Katana, destruir el escudo y con ello desenmascarar a la corporación acerca de su actividad criminal.

## Reparto
- Christopher Lambert - Connor MacLeod
- Sean Connery - Juan Ramírez Sánchez Villalobos
- Virginia Madsen - Louise Marcus
- Michael Ironside - General Katana
- John C. McGinley - David Blake
- TSK - Taxista
- Héctor Malamud

## Producción
La segunda parte de Los Inmortales se filmó en el sector más antiguo y casi abandonado del puerto de Buenos Aires, a solo cinco calles de la Casa Rosada, sede del Gobierno convrtiéndose así en el filme más grande que se haya filmado jamás en Latinoamérica hasta entonces. El director eligió esa ciudad por tener an aquellos días el aire futurista y apocalíptico que él buscaba reflejar.
La producción tuvo que enfrentarse a muchas dificultades. Un tornado destruyó los decorados, un par de técnicos murieron en los preparativos de tomas y la hiperinflación hizo además estragos en el presupuesto.

## Banda sonora
En esta ocasión la banda sonora fue compuesta por Stewart Copeland, con algunas piezas interpretadas por The Seattle Symphony and Symphony Chorale. Durante la película suenan los siguientes temas:
- Heeren Stevens - Trust
- The Lou Gramm Band - One Dream
- The Magnetic - Who's that Man
- Glenn Hughes - Haunted
- Notorious - Here We Go
- Brenda Russell - As Time Goes By
- Cash Hollywood & Ellis Hall - It's a Perfect, Perfect World
- Queen - A Kind Of Magic (solo en la Versión Renegada del film)

## Recepción
Al momento de su estreno Highlander II tuvo una pésima acogida en taquilla y crítica, principalmente debido a que altera la continuidad y la base misma de la historia de la primera entrega; esto se debió a que la compañía aseguradora del film le quitó el corte final al director cuando la hiperinflación argentina de 1989 y 1990 complicó la producción y el rodaje, y al poco tiempo la misma apresuró a los realizadores para completar la cinta.
Algunos críticos de cine consideraron que una de las pocas cosas que salvan a la película es el regreso de Sean Connery en el papel de Ramírez. Por otra parte, Gregory Widen, guionista de la primera entrega, afirmó irónicamente que pasó de ser "el tipo que escribió Highlander" a ser "el tipo que no escribió Highlander II".

## Versiones alternativas
El fracaso de la versión cinematográfica y el descontento del director Russell Mulcahy con la misma, le llevaron a montar una versión para el formato doméstico llamada Highlander II: Renegade Version (Los Inmortales II: Versión Renegada) donde se suprime toda referencia a la procedencia extraterrestre de los inmortales, describiendo un nuevo origen en el que son rebeldes de una antigua y remota civilización en una época ya olvidada, y cuando son capturados los sacerdotes exilian a Connor y a Ramírez, líderes de la rebelión, al futuro, reencarnados como inmortales, obligados a luchar hasta que solo quede uno en el Desafío.
En 2004 apareció otra edición especial que es básicamente la Versión Renegada con efectos especiales mejorados, un escudo azul y no rojo como en la original, y la eliminación de la escena del tiroteo de Virginia Madsen.